# Grecia en los Juegos Paralímpicos
Grecia en los Juegos Paralímpicos está representada por el Comité Paralímpico Helénico, miembro del Comité Paralímpico Internacional.
Ha participado en trece ediciones de los Juegos Paralímpicos de Verano, su primera presencia tuvo lugar en Toronto 1976. El país ha obtenido un total de 117 medallas en las ediciones de verano: 23 de oro, 43 de plata y 51 de bronce.
En los Juegos Paralímpicos de Invierno ha participado en cinco ediciones, siendo Salt Lake City 2002 su primera aparición en estos Juegos. El país no ha conseguido ninguna medalla en las ediciones de invierno.
Este país fue anfitrión de los Juegos Paralímpicos de Verano en una ocasión: Atenas 2004.

## Medallero

### Por edición
| Evento                                | Oro | Plata | Bronce | Total |
| ------------------------------------- | --- | ----- | ------ | ----- |
| Toronto 1976                          | 0   | 0     | 0      | 0     |
| Arnhem 1980                           | 0   | 0     | 1      | 1     |
| Nueva York 1984 Stoke Mandeville 1984 | 0   | 0     | 0      | 0     |
| Seúl 1988                             | 0   | 1     | 3      | 4     |
| Barcelona 1992                        | 0   | 2     | 1      | 3     |
| Atlanta 1996                          | 1   | 1     | 3      | 5     |
| Sídney 2000                           | 4   | 4     | 3      | 11    |
| Atenas 2004                           | 3   | 13    | 4      | 20    |
| Pekín 2008                            | 5   | 9     | 10     | 24    |
| Londres 2012                          | 1   | 3     | 8      | 12    |
| Río de Janeiro 2016                   | 5   | 4     | 4      | 13    |
| Tokio 2020                            | 1   | 3     | 7      | 11    |
| París 2024                            | 3   | 3     | 7      | 13    |
| TOTAL                                 | 23  | 43    | 51     | 117   |

| Evento              | Oro | Plata | Bronce | Total |
| ------------------- | --- | ----- | ------ | ----- |
| Salt Lake City 2002 | 0   | 0     | 0      | 0     |
| Turín 2006          | –   | –     | –      | –     |
| Vancouver 2010      | 0   | 0     | 0      | 0     |
| Sochi 2014          | 0   | 0     | 0      | 0     |
| Pyeongchang 2018    | 0   | 0     | 0      | 0     |
| Pekín 2022          | 0   | 0     | 0      | 0     |
| TOTAL               | 0   | 0     | 0      | 0     |

### Por deporte
Deportes de verano
| Evento                     | Oro | Plata | Bronce | Total |
| -------------------------- | --- | ----- | ------ | ----- |
| Atletismo                  | 10  | 20    | 27     | 57    |
| Bochas                     | 1   | 3     | 3      | 7     |
| Esgrima en silla de ruedas | 0   | 1     | 1      | 2     |
| Judo                       | 0   | 0     | 1      | 1     |
| Levantamiento de potencia  | 1   | 1     | 3      | 5     |
| Natación                   | 11  | 18    | 14     | 43    |
| Taekwondo                  | 0   | 0     | 2      | 2     |
| TOTAL                      | 23  | 43    | 51     | 117   |